# Giuseppe Buzzi Leone
Giuseppe Buzzi Leone (Viggiù, 14 settembre 1812 – Milano, 29 gennaio 1843) è stato uno scultore italiano.

## Biografia
Nasce a Viggiù nel 1812 da una famiglia di artisti, i Buzzi Leone. Il padre, Giacomo Buzzi Leone, fu direttore della Veneranda fabbrica del Duomo di Milano, mentre il fratello Luigi Buzzi Leone sarà uno scultore.
Giuseppe, fratello maggiore di Luigi, apprende le tecniche del disegno dal padre e, trasferitosi a Milano, studia all'Accademia di Brera. Già in questi primi anni il suo stile si caratterizza per la predilezione per il realismo ed i soggetti svincolati dai canoni formali scolastici. Si perfeziona poi a Parigi, con le sue rappresentazioni realistiche di animali, studiati dal vivo al “Jardin des Plantes et d’Acclimation”. Espone al “Salon degli Artisti francesi”.
I suoi lavori, bronzi, terrecotte, gessi, cere, fino al bassorilievo, sono esempi di impressionismo. La collezione di modelli (in gesso, cera e terracotta) conservata nella casa di famiglia dal fratello Luigi, è stata donata all'amministrazione comunale di Viggiù; tra le opere conservate nel museo della scultura viggiutese dell'Ottocento le raffigurazioni di leoni in pose varie ed altre riproduzioni di animali. Muore giovanissimo a Milano il 29 gennaio 1843.